# Alpinia purpurata

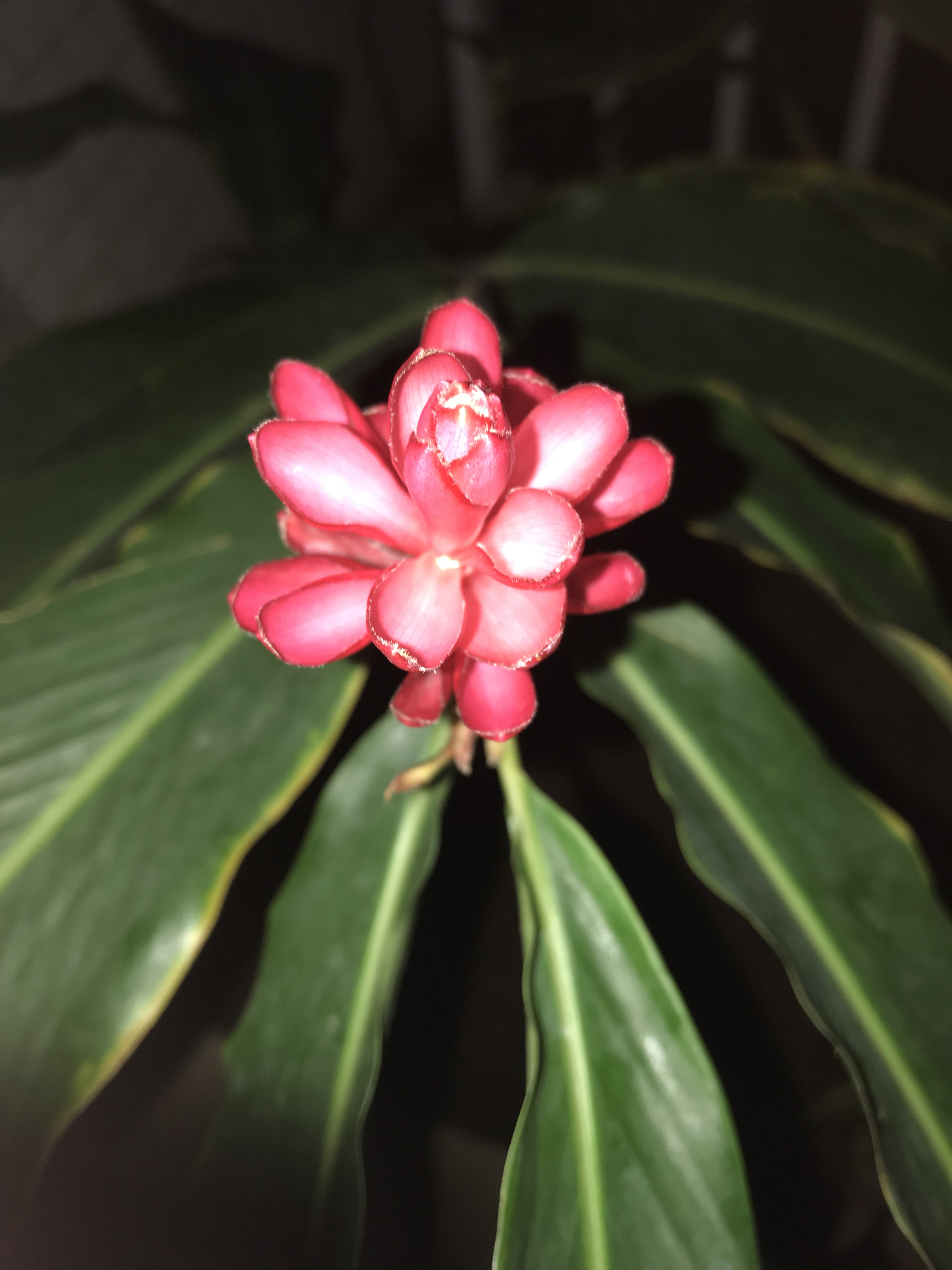
Alpinia Purpurata

Alpinia purpurata é uma espécie de planta perene da família Zingiberaceae, conhecida pelos nomes comuns de gengibre-vermelho e alpínia, utilizada como planta ornamental nas regiões tropicais e subtropicais.

## Descrição
Planta rústica, perene, também utilizada como flor de corte. Não resiste ao frio.
A alpínia é uma planta herbácea tipicamente tropical, sendo amplamente utilizada em jardins tropicais de todo o mundo. Crescem em touceiras, dão muitas flores, e crescem até 1,5 a 2,0 m de altura.

## Cultivo da alpínia
Deve-se utilizar uma área de sol parcial e bem ventilada, a alpínia tem afinidade com regiões de alta umidade. O solo deve ser enriquecido com material orgânico. O solo deve estar bem arado, descompactado, a alpinia possui o caule subterrâneo(rizoma) e não desenvolve bem um solos compactados.
A manutenção é simples e exige apenas poda de limpeza: retirada de folhas e flores secas e doentes.
Exige: Sol pleno, mas também aceita o cultivo em meia-sombra. Tem preferência por solos úmidos, porém não encharcado, e não é resistente ao frio.

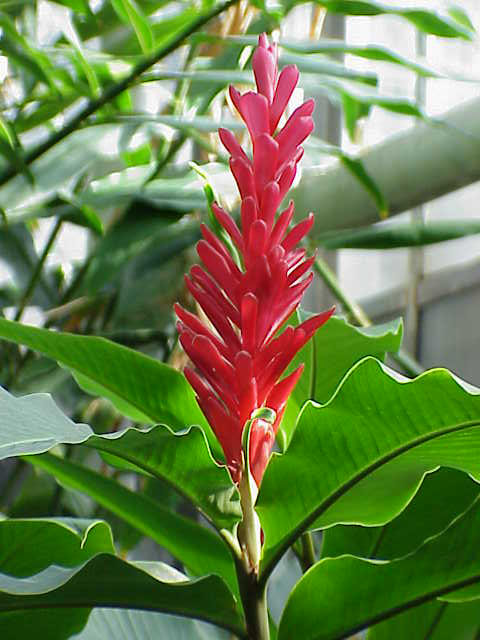
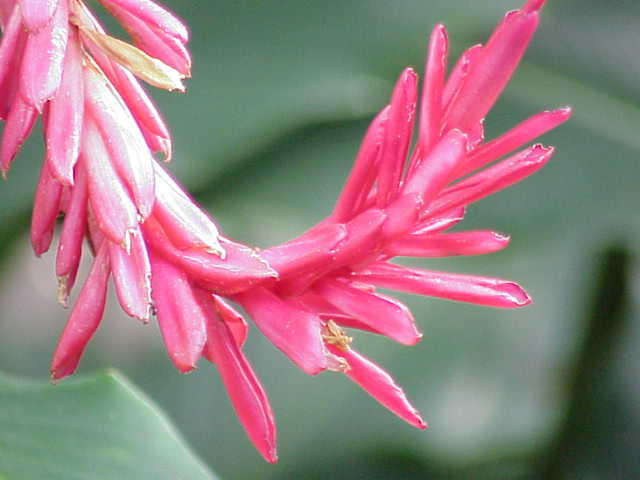
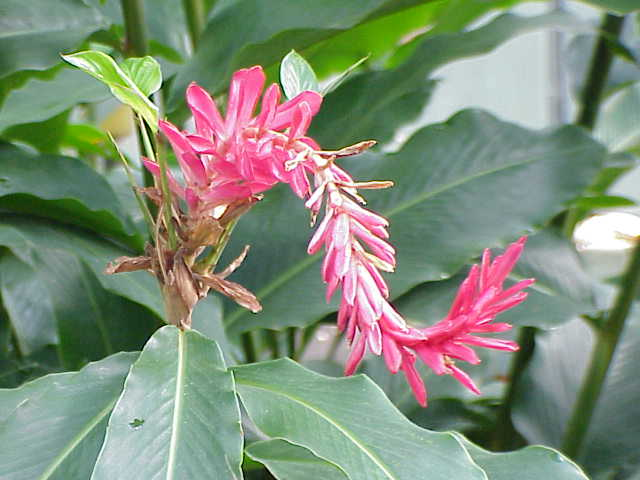
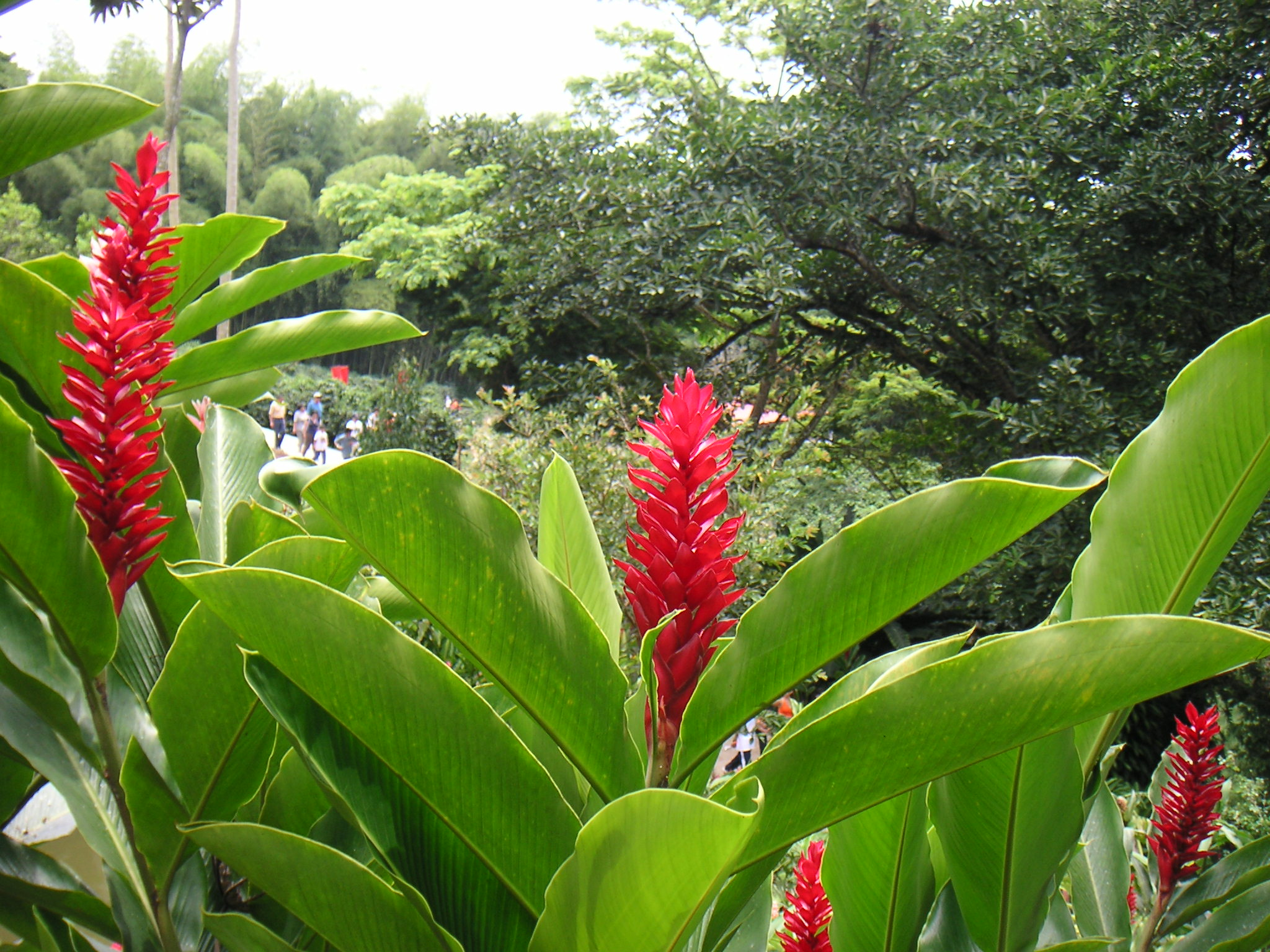
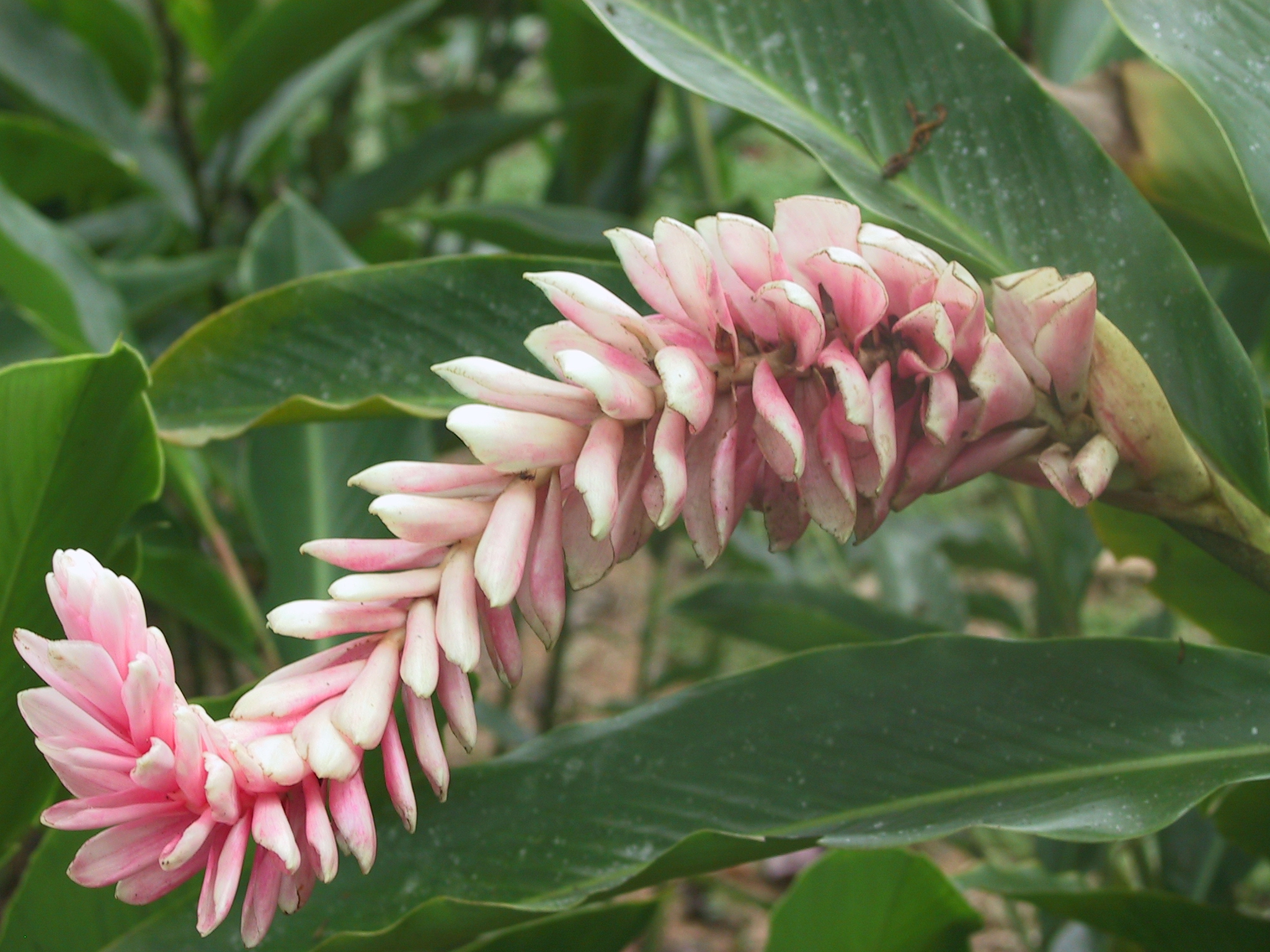
Variedade rosa
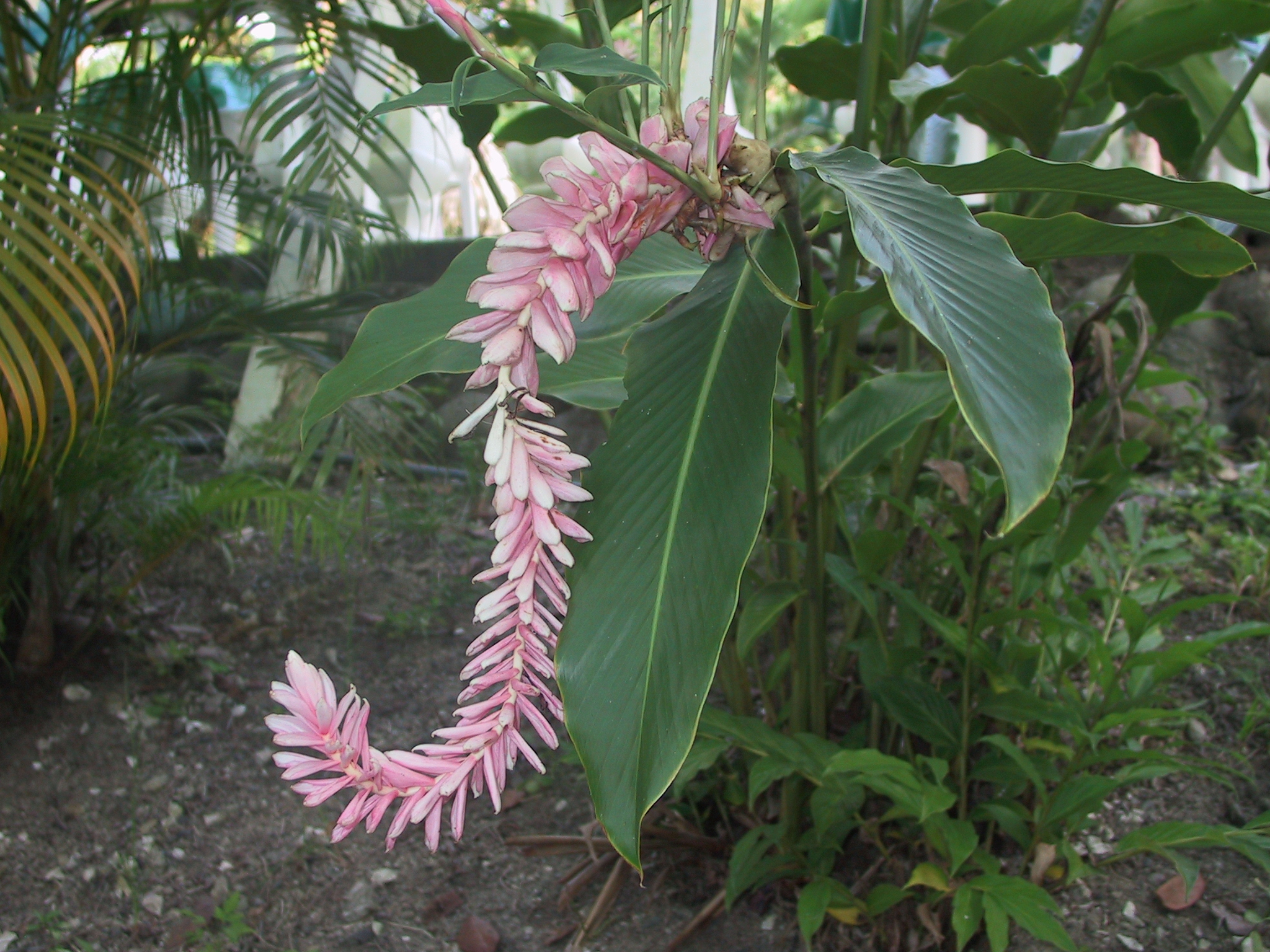
Variedade rosa
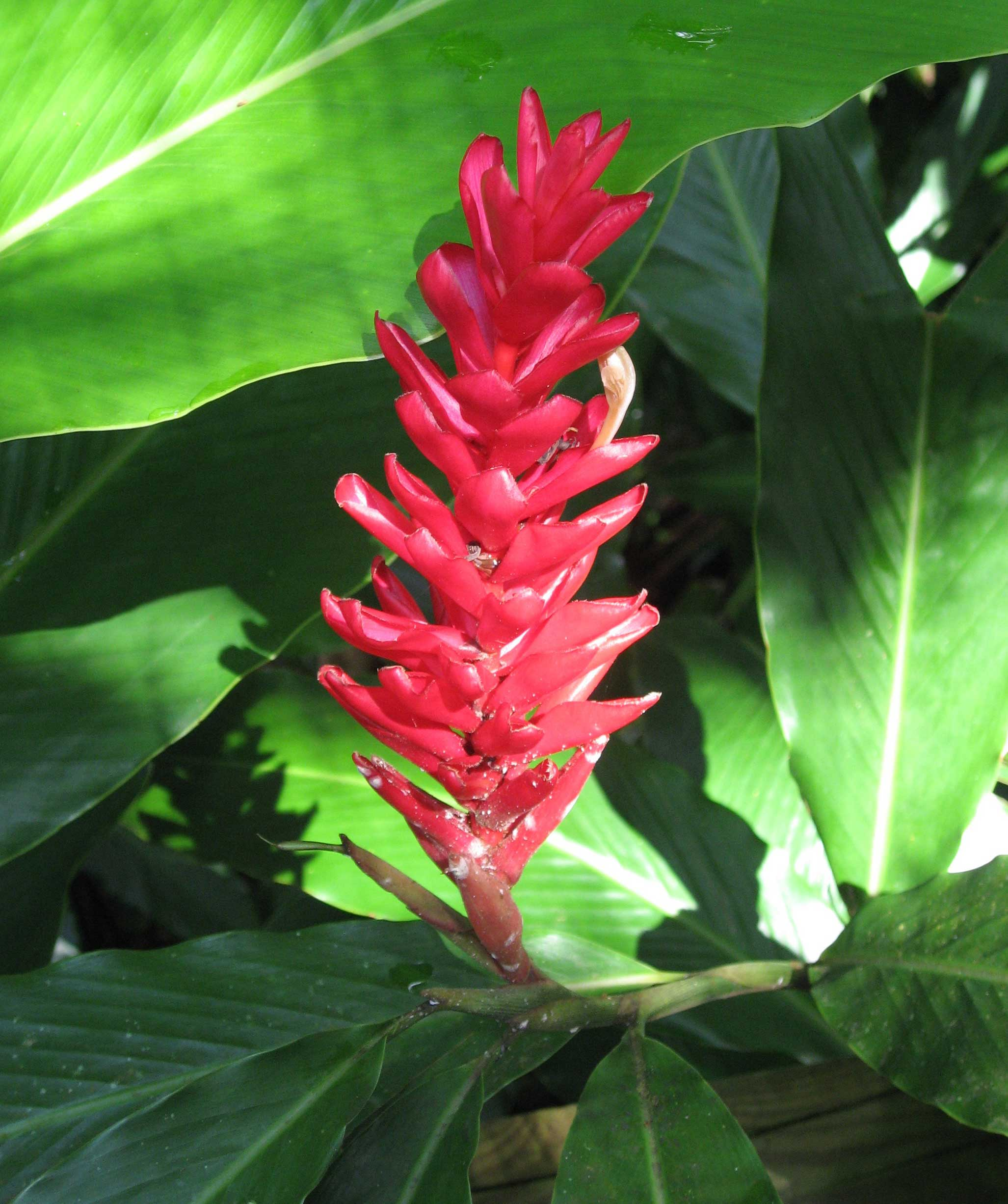
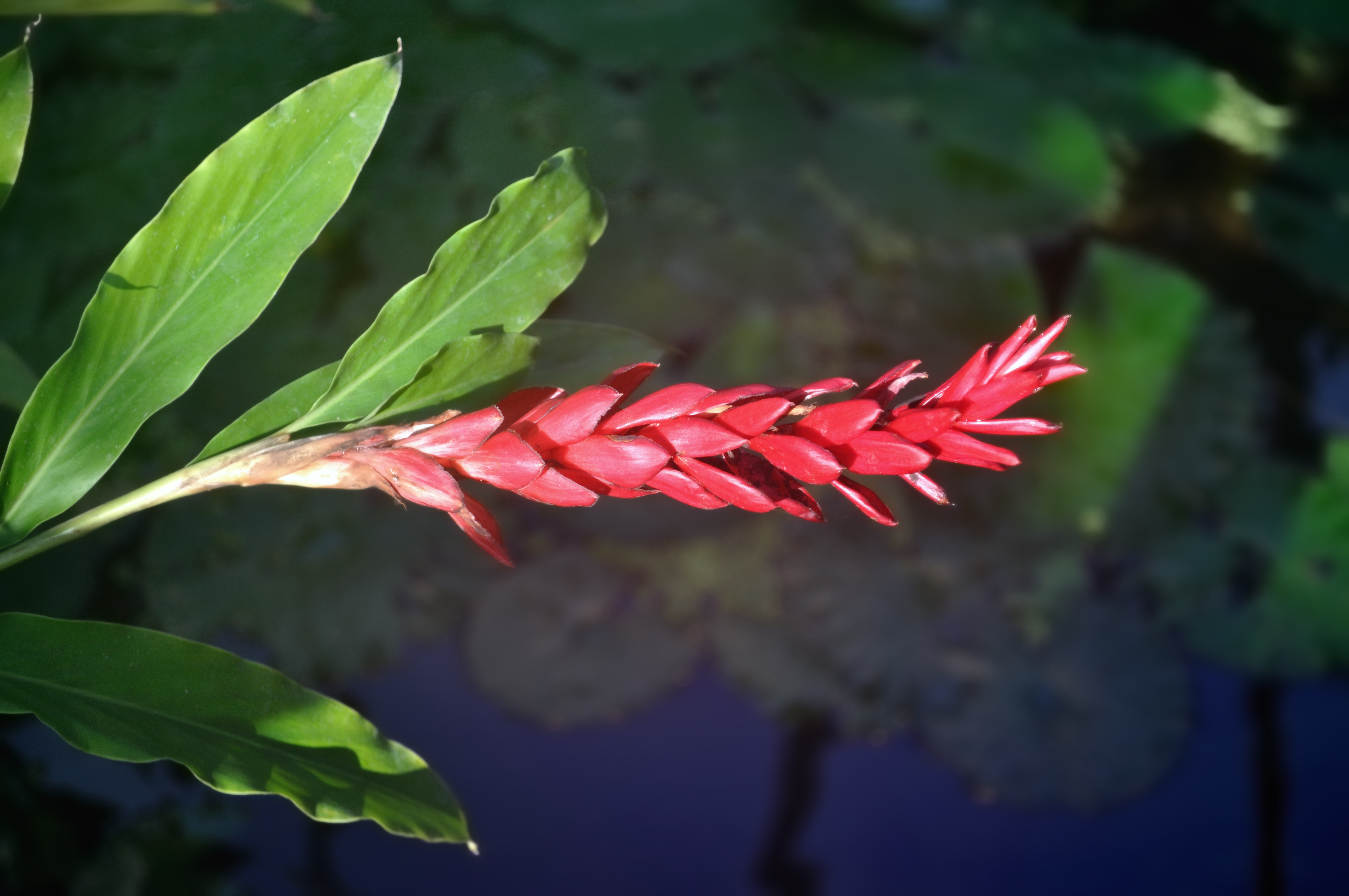